# Potser somiar
"Potser somiar" (títol original en anglès "Perchance to Dream") és el novè episodi de la sèrie de televisió d’antologia La Dimensió Desconeguda. Es va emetre originalment el 27 de novembre de 1959 a la cadena CBS. El títol de l'episodi i el relat breu de Charles Beaumont que el va inspirar estan extrets del discurs de Hamlet "Ser, o no ser". Ha estat doblat al català i es va emetre a TV3.

## Narració d'obertura
| « | A les dotze del migdia. Una escena normal, una ciutat normal. L'hora de dinar per a milers de persones corrents. Per a la majoria d'ells, aquesta hora serà un descans, un descans agradable en la rutina d'un dia. A la majoria, però no a tots. Per a Edward Hall, el temps és un enemic, i l'hora que ve és qüestió de vida o mort. | » |

## Trama
Edward Hall demana l'ajuda del psiquiatra Dr. Eliot Rathmann. Quan entra per primera vegada al consultori del metge, tan cansat que amb prou feines pot aguantar-se, Rathmann l'ajuda a pujar al sofà. Hall comença a adormir-se, però de sobte es desperta i s'aixeca. Quan el pressiona Rathmann, explica que té una malaltia cardíaca i també creu que la seva imaginació hiperactiva està molt fora de control, fins al punt que ha pogut veure i sentir alguna cosa que no hi és. Per això, la seva condició cardíaca és especialment perillosa. També explica que, quan s'ha quedat dormir ha anat somiant per capítols, com en una sèria de pel·lícules. En els seus somnis, Maya "The Cat Girl", una ballarina de carnaval, l'atreu primer a una casa de diversió i més tard a una muntanya russa en un intent d'espantar-lo.
Ara està convençut que si s'adorm, morirà. D'altra banda, mantenir-se despert posarà massa pressió al seu cor. Sent que en Rathmann no el pot ajudar, Hall comença a marxar, però s'atura quan veu que la recepcionista de Rathmann s'assembla exactament a la Maya. Aterroritzat, torna corrents a l'oficina de Rathmann i salta per la finestra i mor.
En realitat, el metge truca a la seva recepcionista al seu despatx, on Hall es troba al sofà, amb els ulls tancats. Rathmann li diu a la recepcionista que Hall va entrar, es va estirar, es va adormir immediatament i, uns instants després, va deixar escapar un crit i va morir. "Bé, suposo que hi ha camins pitjors", diu filosòficament el metge. "Almenys va morir pacíficament..." 

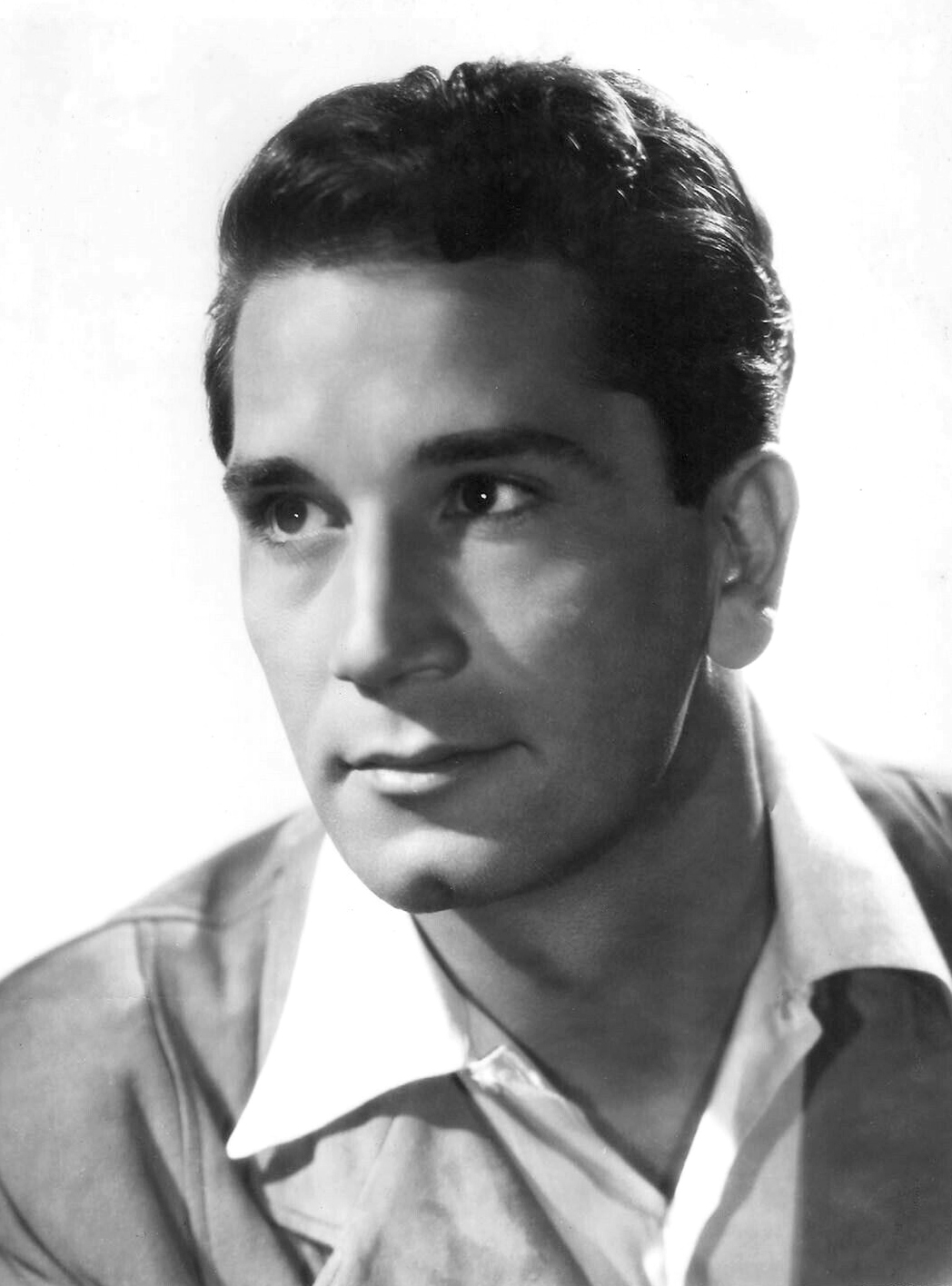
Richard Conte és el protagonista

## Narració de cloenda
| « | Diuen que un somni només dura un segon més o menys, i tanmateix en aquest segon un home pot viure tota la vida. Pot patir i morir, i qui dirà quina és la realitat més gran: la que coneixem o la dels somnis, entre el cel, el cel, la terra, a la Dimensió Desconeguda. | » |

## Vista prèvia per a la història de la setmana vinent
| « | Hi havia una vegada un vaixell que navegava de Liverpool, Anglaterra, a Nova York. No hi va arribar mai i un home a bord sabia per què. La setmana vinent explicarem la història d'aquest home. El distingit actor Nehemiah Persoff interpreta el paper de Carl Lanser, un home embruixat en una història inquietant anomenada "La nit del judici". Aquest vaixell navegarà la setmana que ve i esperem que ho vegis. Gràcies i bona nit. | » |

## Repartiment
- Richard Conte com a Edward Hall
- John Larch com a Dr. Eliot Rathmann
- Suzanne Lloyd com a Maya/Miss Thomas